# AC Reggiana 1919
AC Reggiana 1919 är en fotbollsklubb från Reggio Emilia i norra Italien. Klubben bildades 1919 som AC Reggiana. Klubben återbildades i juli 2005 som Reggio Emilia FC, men döptes om till AC Reggiana 1919 kort efter säsongsstarten 2005/2006. 
Under 1920-talet spelade laget flera säsonger i de dåvarande högsta serierna. Klubben gjorde också tre säsonger i Serie A under 1990-talet, den senaste 1996/1997.

## Kända spelare
Se också Spelare i Reggiana
- Andrea Carnevale
- Luigi De Agostini
- Johnny Ekström
- Sunday Oliseh
- Fabrizio Ravanelli
- Cláudio Taffarel

## Kända tränare
Se också Tränare i Reggiana
- Carlo Ancelotti